# Felito Félix
Félix Meléndez León (Cidra, 13 de junio de 1939), conocido como Felito Félix, es un actor, cantante  y compositor puertorriqueño cuya carrera musical ha durado 69 años. Ha grabado 67 álbumes. Además, es el compositor del himno municipal de su ciudad natal, Cidra, Puerto Rico. Felito Félix es el padre del actor Félix Meléndez Jr.

## Biografía
Felito Félix es originario de Cidra (Puerto Rico).
En 1976, debutó como actor, junto al grupo musical adolescente español La Pandilla en una película llamada La pandilla en apuros, una producción de Alfred D. Herger que se filmó en San Juan (Puerto Rico).
Se había semirretirado de su carrera como músico después de que a su esposa le diagnosticaran cáncer; después de su fallecimiento, hizo un regreso musical.

## Vida personal
Estuvo casado durante 50 años con Delia Rosa Garcéd, quien falleció después de una larga batalla contra el cáncer. Tiene dos hijas que nacieron en las 80s en cidra, Shaira y Leilani Melendez, que también tienen hijas, Mia Sierra (2010) Leah Sierra (2016) y Emily Morris(2010)